# Limbach Flugmotoren
Limbach Flugmotoren est un fabricant de moteurs pour l'aviation légère basé en Allemagne.

## Histoire
Peter Limbach crée Limbach Flugmotoren GmbH en 1970. La société développe des moteurs essence pour l'aviation légère sur la base du moteur de la Volkswagen Coccinelle. La société est située à Königswinter dans la Rhénanie-du-Nord-Westphalie.
Les moteurs sont des 4-cylindres à plat de type boxer de 1700 à 2400 cm3. Les moteurs sont principalement utilisés sur des motoplaneurs, des ULMs ou des avions très légers de la catégorie light sport aircraft.
Peter Limbach annonce l'arrêt de la production fin 2011. La société est finalement rachetée par Shuide Chen en 2012.
La société produit également de petits moteurs deux temps à 2 ou 4 cylindres pour les drones.
Des contrefaçons du moteur Limbach L 550 E sont montées sur les drones iraniens HESA Shahed 136 utilisés lors de l'invasion de l'Ukraine par la Russie depuis 2022.

## Moteurs

### Moteurs 4 temps
- Limbach L 1700 (1680 cm3, 60 à 68 ch) ;
- Limbach L 2000 (1994 cm3, 80 à 87 ch) ;
- Limbach L 2400 (2424 cm3, 87 à 100 ch) ;
- Limbach L 2400 turbocompressé (2424 cm3, 130 à 160 ch).

### Moteurs 2 temps
- Limbach L 275 E (274 cm3, 20 ch) ;
- Limbach L 550 E (548 cm3, 50 ch).

## Utilisations
Les moteurs sont utilisés sur:
- Aero AT-3
- Diamond HK36 Super Dimona (en)
- Fournier RF-5
- Fournier RF-10
- Fournier RF-47
- IAI Searcher (drone)
- Robin ATL
- Scheibe SF 28
- Slingsby T.61 Falke
- Stemme S-10